# Anton Falle
Anton Falle (* 25. März 1886 in Rajach, Kärnten; † 15. Jänner 1945 im KZ Dachau) war ein österreichischer Politiker der Sozialdemokratischen Arbeiterpartei Österreichs (SDAP) sowie ein Widerstandskämpfer gegen den Nationalsozialismus.

## Leben
Anton Falle konnte nur zwei Jahre lang eine Volksschule besuchen, er verbrachte seine Jugend als Knecht, ehe er als junger Arbeiter beim Bau der Karawankenbahn eine Beschäftigung fand. Hier trat der junge Anton Falle bereits früh in die Reihen der Sozialdemokratie. Doch verlor er immer wieder seinen Arbeitsplatz, weil er, wie die meisten führenden Aktivisten, von den Unternehmern auf „schwarze Listen“ gesetzt wurde. So arbeitete er in der Folge als Magazinarbeiter bei Brown, Boveri & Cie., als Bäckergehilfe, als Aushilfskraft und als Krankenwärter in der Psychiatrie. Alle diese Beschäftigungen waren immer wieder unterbrochen durch längere Phasen der Arbeitslosigkeit.
Erst 1918 fand Falle eine feste Anstellung als Bezirksparteisekretär der Sozialdemokratischen Arbeiterpartei Österreichs in Villach. An der Seite des späteren Landeshauptmanns von Kärnten, Florian Gröger, engagierte sich Falle für die Belange Kärntens. Nach der Teilnahme am Ersten Weltkrieg war Falle jahrelanger Redakteur der Zeitung Arbeiterwille. Die jugoslawischen Truppen unter General Rudolf Maister hatten 1919 weite Teile Kärntens für den SHS-Staat in Besitz genommen. Mit der Volksabstimmung am 10. Oktober 1920 wurde geklärt, dass Kärnten ungeteilt bei der Republik Österreich verbleiben würde. Am 7. Juli 1921 zog Falle in den österreichischen Nationalrat ein. Diesem gehörte er in der Folge bis zu dessen Auflösung am 17. Februar 1934 infolge des Februaraufstandes an. Nach dem Tod von Florian Gröger im Mai 1927 wurde Falle Landesparteiobmann der SDAP Kärnten. In beiden Funktionen trat Falle engagiert und wirkungsvoll an die Öffentlichkeit. Seine Plenarbeiträge im Nationalrat zeugen von harter Oppositionsarbeit, gründlicher rhetorischer Vorbereitung und organisatorischem Talent des Politikers. Seinem Engagement ist es auch zuzuschreiben, dass die Sozialdemokratie in Kärnten ab 1927 über ein eigenständiges Printmedium verfügte, das ein Vertrauter Falles, der sogenannte „kleine Otto Bauer“, Josef Polipnig, redaktionell bearbeitete und im Auftrag der SDAP Kärnten herausbrachte.
Nach dem 12. Februar 1934 versuchte Anton Falle als Revolutionärer Sozialist den Widerstand gegen die austrofaschistische Systemregierung zu organisieren. Er wurde verhaftet, angeklagt und 1935 zu einem Jahr schweren Kerkers verurteilt. Falles Gesundheitszustand hat in dieser Zeit schwer gelitten. Er selbst schrieb aus dem Villacher Bezirksgefängnis an seine Frau im Mai 1935, er habe sich „gestern (…) viele Stunden auf dem Strohsack (gewälzt), bis die dem Wahnsinn nahe innere Spannung mit ihren Nervenschmerzen durch einen Schweißausbruch gemildert wurde. Schlimm ist es, dass ich mich nicht überziehen konnte, nachdem ich geschwitzt habe.“
Anton Falle, der als politischer Agitator über viele Jahre vor der nationalsozialistischen Gefahr gewarnt hatte, erlebte 1938 die Angliederung Österreichs an das Deutsche Reich. Obwohl er sich jeder politischen oder sichtbaren oppositionellen Tätigkeit enthielt, wurde er mit zahlreichen anderen Kärntnern 1944 im Zuge der Gestapo-Aktion Gitter im August wieder inhaftiert und in das Konzentrationslager Dachau eingewiesen. Die Gestapo hatte Anton Falle seit langem beobachtet und seinen ungebrochenen Einfluss auf sozialdemokratische Parteigänger festgestellt, den er trotz aller Zurückgezogenheit im kleinen Kreis auszuüben vermochte. Seine Botschaft lautete so: „Wir sind geistig geknebelt, niedergeschlagen, wir können nicht reden, nicht schreiben, wie wir es gerne möchten, wir dürfen uns nicht versammeln, sind von Spionen und Denunzianten umgeben, aber dennoch, wir wollen eines tun und das ist: Unserer Überzeugung treu bleiben. Treu bleiben unserer Idee, treu bleiben unserer braven Arbeiterschaft, treu bleiben unserer Demokratie und treu bleiben dem Sozialismus!“
Sein mit gefangener Parteifreund Hans Lagger schilderte nach der Befreiung die Verhältnisse, welchen sie ausgesetzt waren, folgend: „…Hungerödeme traten in vielen Fällen ein, die Gesichtsfarbe wurde blass und blässer, die Zähne begannen zu wackeln, die Augenhöhlen bekamen dunkle Ringe, die Häftlinge saßen schwach und geknickt auf Steinen und Stühlen herum, immer näher dem Ofen oder der Sonne zu, bis sie willenlos zur Beute einer stets herrschenden Seuche wurden…“

In seinem letzten Brief, den er an seinen gleichnamigen Sohn richtete, schrieb er: „Helfet einer dem Anderen. Von Herzen wünsche und hoffe ich, daß Du, Peppi, Mama und Frieda aus dem Krieg heil herauskommt und gemeinsam die Schwierigkeiten des Lebens meistert. Gott beschütze und behüte Euch und unsere heilige Kärntner Heimat. (…) Hoffen wir, daß es das letzte Kriegsjahr sein wird. Herzliche Grüße von Deinem Vater.“
Am 15. Jänner 1945 verstarb Anton Falle im Konzentrationslager Dachau. Die Lagerleitung teilte der Familie mit, dass er an den Folgen von Emphysem pulmonum (Lungenemphysem) gestorben sei.

## Gedenken
Ein von der KPÖ Villach 1949 eingebrachter Antrag im Gemeinderat für eine Gedenktafel für die Opfer des Faschismus, auf der auch Anton Falle erwähnt werden sollte, wurde abgelehnt. Am 4. Juli 2014 verlegte der deutsche Künstler Gunter Demnig in der Harbacher Straße in Klagenfurt zwei Stolpersteine zum Gedenken an Anton Falle, einen in slowenischer Sprache und einen in deutscher Sprache.